# Strange Relationship
Strange Relationship è un singolo del cantante australiano Darren Hayes, pubblicato nel 2002 ed estratto dall'album Spin.

## Tracce
Australia CD 1
1. Strange Relationship (album version) – 5:02
2. So Bad (original demo recording) – 4:08
3. Insatiable (Metro Boys Remix) – 4:02

Australia CD 2 – The Remixes
1. Strange Relationship (album version) – 5:02
2. Strange Relationship ('dp versus 'Darren Hayes' Mix) – 4:06
3. Strange Relationship (Specificus 'Mad Scientist' Mix) – 5:48
4. Strange Relationship (Specificus 'Jungle Lounge' Mix) – 4:49